# ليمي
ليمي (بالإنجليزية: Lemmy)‏ (مواليد 24 ديسمبر 1945 في ستافوردشاير، إنجلترا - الوفاة 28 ديسمبر 2015 في لوس أنجلوس)، كان مغني وممثل وكاتب غنائي وموسيقي إنجليزي بدأ مسيرته الفنية عام 1959. أسس فرقة الروك موتورهيد. وكان أسلوبه الغنائي متخصص بموسيقى الميتال.

## وصلات خارجية
- الموقع الرسمي